# Firly Apriansyah
Firly Apriansyah (sinh ngày 27 tháng 4 năm 1986 ở Jakarta, Indonesia) là một cầu thủ bóng đá người Indonesia từng thi đấu cho Bhayangkara ở Liga 1.

## Danh hiệu

### Câu lạc bộ
Bhayangkara
- Liga 1: 2017